# Antes (Portugal)
Antes is een plaats (freguesia) in de Portugese gemeente Mealhada en telt 1029 inwoners (2001).